# 堀三也
堀 三也（ほり さんや、1888年〈明治21年〉3月19日 - 1959年〈昭和34年〉9月1日 、旧姓・阿部）は、日本の陸軍軍人、実業家。陸軍砲兵大佐。軍需国策会社昭和通商社長。
兄は『三太郎の日記』等で知られる哲学者・美学者の阿部次郎。弟に動物学者の阿部余四男、日本史学者の竹岡勝也らがいる。動物生態学者の阿部襄は甥。

## 生涯
本籍山形県。阿部富太郎・ゆき（旧姓・竹岡）夫妻の三男。後に母ゆきの実弟の医師・堀礼治の婿養子となり堀姓となる。妻の九重は、兄・次郎の婚約者であったが破談となっていた。
東京市小石川区の旧制豊山中学(現日本大学豊山高校)を経て、1911年（明治44年）5月、陸軍士官学校（23期）を卒業。同年12月、砲兵少尉に任官。1921年（大正10年）11月、陸軍大学校(33期)を卒業。陸大での修学時には、東大経済学部でも特別聴講生として学ぶ。陸軍省兵器局に配属された。駐仏駐在武官補佐官も2年間務めている。
1932年（昭和7年）8月、陸軍省整備局動員課員となる。1933年（昭和8年）、全国経済調査機関連合会で「国家総動員の準備に就て」との講演を行い、陸軍内部でも論客として知られた。由良要塞司令部員、独立山砲兵第1連隊長を務め、1936年（昭和11年）8月、砲兵大佐に昇進。1937年（昭和12年）6月、商工省燃料局企画課長に就任。陸軍の貧弱な石油備蓄を苦慮し、協同企業株式会社を設立させ、59万kl相当の買い付けを行った。1939年（昭和14年）3月9日に待命となり、同月20日、予備役に編入された。その後、菅晴次の推薦で昭和通商に入社し専務に就任、後に社長となった。昭和通商は1945年（昭和20年）8月20日に解散し、清算事務を宮田準一常務（大倉商事出身）に任せ、翌年の現地担当者引き揚げにも携わった。
親族にはキリスト教徒が多かったが、自身も大正時代からカトリック信者で、ヨゼフ・フロジャック神父、大越菊次郎神父らと親交があった。
1959年（昭和34年）8月30日、東京の自宅で会社経営者の長兄・一郎の訃報を受け、まず31日に仙台市で既に病床にあった次兄・次郎を見舞い、すぐに長兄葬儀のため山形市を訪れ、翌9月1日に読経を終えた菩提寺住職に挨拶しようとしたところ、動脈瘤破裂で喀血し倒れ、その場で死去した。遺体は一郎の棺と並べられ、2日に急遽向かった息子たちに引き取られている。一郎の葬儀は社葬として予定通り4日に執り行われた。